# Akademia Sztuk Pięknych (album)
Akademia Sztuk Pięknych – trzeci album studyjny polskiego rapera Aviego, nagrany wraz we współpracy z producentem Louis Villain. Album został wydany 21 maja 2021 roku, nakładem wytwórni muzycznej Moya Label, w dystrybucji e-Muzyka oraz StepHurt.
Album utrzymywany jest w stylu muzyki hip-hop. Składa się z wersji standardowej (1 CD).
Wydawnictwo zadebiutowało na 18. miejscu polskiej listy sprzedaży OLiS. Płyta uzyskała certyfikat poczwórnej platynowej płyty.
Nagrania były promowane singlami: „Evviva l'arte”, „Soprano” oraz „Toast”.

## Lista utworów
Opracowano na podstawie materiałów źródłowych:
| #  | Utwór                             | Tekst                                      | Producent     | Czas  |
| -- | --------------------------------- | ------------------------------------------ | ------------- | ----- |
| 1  | Prolog                            | Kamil Zalewski                             | Louis Villain | 1:51  |
| 2  | Michaelangelo                     | Zalewski                                   | Louis Villain | 2;55  |
| 3  | WPR (gościnnie: Kabe)             | Zalewski, Bartosz Krupka                   | Louis Villain | 2:44  |
| 4  | Evviva L'arte                     | Zalewski                                   | Louis Villain | 2:36  |
| 5  | Dresscode                         | Zalewski                                   | Louis Villain | 2:43  |
| 6  | Apollo (gościnnie: Sarius)        | Zalewski, Mariusz Golling                  | Louis Villain | 3:06  |
| 7  | Soprano                           | Zalewski                                   | Louis Villain | 3:12  |
| 8  | Toast                             | Zalewski                                   | Louis Villain | 2:40  |
| 9  | Woaf (gościnnie: Pezet)           | Zalewski, Paweł Kapliński                  | Louis Villain | 2:45  |
| 10 | AMG                               | Zalewski                                   | Louis Villain | 2:57  |
| 11 | Fangor                            | Zalewski                                   | Louis Villain | 3:17  |
| 12 | Alma Mater (gościnnie: Ero, Onar) | Zalewski, Michał Czajkowski, Marcin Donesz | Louis Villain | 2:51  |
| 13 | Testament                         | Zalewski                                   | Louis Villain | 2:23  |
| 14 | Epilog                            | Zalewski                                   | Louis Villain | 1:38  |
|    |                                   |                                            |               | 37:45 |

## Notowania

### Pozycje na listach tygodniowych
| Kraj   | Lista                    | Pozycja |
| ------ | ------------------------ | ------- |
| Polska | OLiS – albumy            | 18      |
| Polska | OLiS – albumy w streamie | 16      |
| Polska | OLiS – albumy fizyczne   | 21      |

## Certyfikaty i sprzedaż
| Kraj   | Certyfikat                | Sprzedaż | Data             |
| ------ | ------------------------- | -------- | ---------------- |
| Polska | poczwórna platynowa płyta | 120 000+ | 31 grudnia 2024  |
| Polska | potrójna platynowa płyta  | 90 000+  | 22 luty 2023     |
| Polska | podwójna platynowa płyta  | 60 000+  | 7 grudnia 2022   |
| Polska | platynowa płyta           | 30 000+  | 29 września 2021 |
| Polska | złota płyta               | 15 000+  | 14 lipca 2021    |